# Andrés Scotti
Andrés Scotti Ponce de León (* 14. Dezember 1975 in Montevideo) ist ein ehemaliger Fußballspieler aus Uruguay.

## VereinskarrieUndre
Andrés Scotti ist der Bruder des Fußballspielers Diego Scotti. Seine Karriere begann er in Uruguay bei Independiente Flores. Über die Stationen Central Español und Montevideo Wanderers kam er 1998 nach Chile zu CD Huachipato. Nach einer Rückkehr zu den Wanderers folgte eine Station bei Nacional Montevideo. Mit den Bolsos gewann er 2002 die Landesmeisterschaft, war dabei in der von Daniel Carreño trainierten Mannschaft einer der Schlüsselspieler und konnte neben Gustavo Munúa und Óscar Morales die meiste Einsatzzeit innerhalb des Teams vorweisen.
2003 wechselte Scotti zum russischen Klub Rubin Kasan, für den er vier Jahre spielte. Im Jahr 2006 wechselte er in die argentinische Liga zu Argentinos Juniors. Ab der Clausura 2007 bis einschließlich der Apertura 2009 sind dort 92 Ligaspiele für Scotti verzeichnet, in denen er dreimal ins gegnerische Tor traf. Auch kam er in diesem Zeitraum in acht Begegnungen (ein Tor) der Copa Sudamericana zum Zug. Ab Januar 2010 spielte er beim chilenischen Rekordmeister CSD Colo-Colo in der Abwehr. Bei den Chilenen lief er von der Apertura 2010 bis einschließlich der Clausura 2011 in 43 Partien der Primera División auf und schoss drei Tore. Hinzu kamen elf Spiele in der Copa Libertadores (ein Tor). Anfang 2012 kehrte er zurück nach Uruguay und schloss sich erneut Nacional Montevideo an. Am Ende der Spielzeit 2011/12 wurde er abermals mit den Bolsos Uruguayischer Meister. Bis zum Saisonende 2012/13 lief er in dieser zweiten Phase seiner Vereinszugehörigkeit 28-mal in der höchsten uruguayischen Liga auf und erzielte vier Tore. Acht Einsätze in der Copa Libertadores (ein Tor) werden für Scotti bei den Montevideanern ebenfalls geführt. In der Spielzeit 2013/14 absolvierte er 19 weitere Ligaspiele (zwei Tore) in der Primera División und bestritt sieben Partien (ein Tor) der Copa Libertadores 2014. Nach der Saison verließ er Nacional. Ende August 2014 band er sich vertraglich bis zum 31. Juli 2015 an den Ligakonkurrenten Defensor Sporting, wo er den mit einer Meniskusverletzung ausfallenden Nicolás Correa ersetzen soll. In der Saison 2014/15 wurde er dort 23-mal (ein Tor) eingesetzt. Während der Apertura der Spielzeit 2015/16 kam er in 13 weiteren Erstligaspielen (kein Tor) und acht Partien (kein Tor) der Copa Sudamericana 2015 zum Einsatz. Danach beendete er seine aktive Laufbahn.

## Nationalmannschaft
Scotti debütierte am 21. Mai 2006 im Freundschaftsspiel gegen Nordirland unter Trainer Óscar Tabárez in der uruguayischen A-Nationalmannschaft. Im Folgejahr nahm er mit der Celeste an der Copa América 2007 teil. 2010 gehörte er zum Aufgebot Uruguays bei der in Südafrika ausgetragenen Weltmeisterschaft. Hier kam er zu zwei Einsätzen als Einwechselspieler gegen Mexiko in der Vorrunde und im Viertelfinale gegen Ghana. Im Folgejahr gewann er mit der Celeste die Copa América 2011. Insgesamt absolvierte er bis zu seinem vorläufig letzten Einsatz am 10. September 2013 40 Länderspiele, bei denen er ein Tor erzielen konnte.(Stand: 11. September 2013)

## Erfolge
- Copa América: 2011
- 2× Uruguayischer Meister: 2002, 2011/12